# Hôtel de ville de Vaasa
L'hôtel de ville de Vaasa (finnois : Vaasan kaupungintalo) est un bâtiment construit dans le quartier Keskusta à Vaasa en Finlande.

## Architecture
L'édifice, conçu par l'architecte suédois Magnus Isaeus, est construit entre 1879 et 1883 dans l'îlot urbain bordé par les rues Senaatinkatu, Hovioikeudenpuistikko, Vaasanpuistikko et Raastuvankatu.
La décoration de l'hôtel de ville est néo-baroque et date des années 1890.
Le bâtiment est d'abord utilisé comme bâtiment administratif de Vaasa.
Les locaux ont aussi longtemps abrité la caserne des pompiers de la ville.
Les fondations et les murs de la maison sont en briques, mais les planchers de la mezzanine et le toit sont en bois.
Au troisième étage de la maison il y a une salle des fêtes.
La salle a accueilli divers événements, fêtes et cérémonies pendant des années.
La salle est aussi bien adaptée aux concerts : au début des années 1980, dans un sondage réalisé par des musiciens et des critiques dans Helsingin Sanomat, l'hôtel de ville de Vaasa a reçu le plus de mentions de bonne acoustique des salles de concert de l'époque en Finlande, avec le Palais des concerts de Turku et la salle de l'Académie Sibelius.

## Galerie

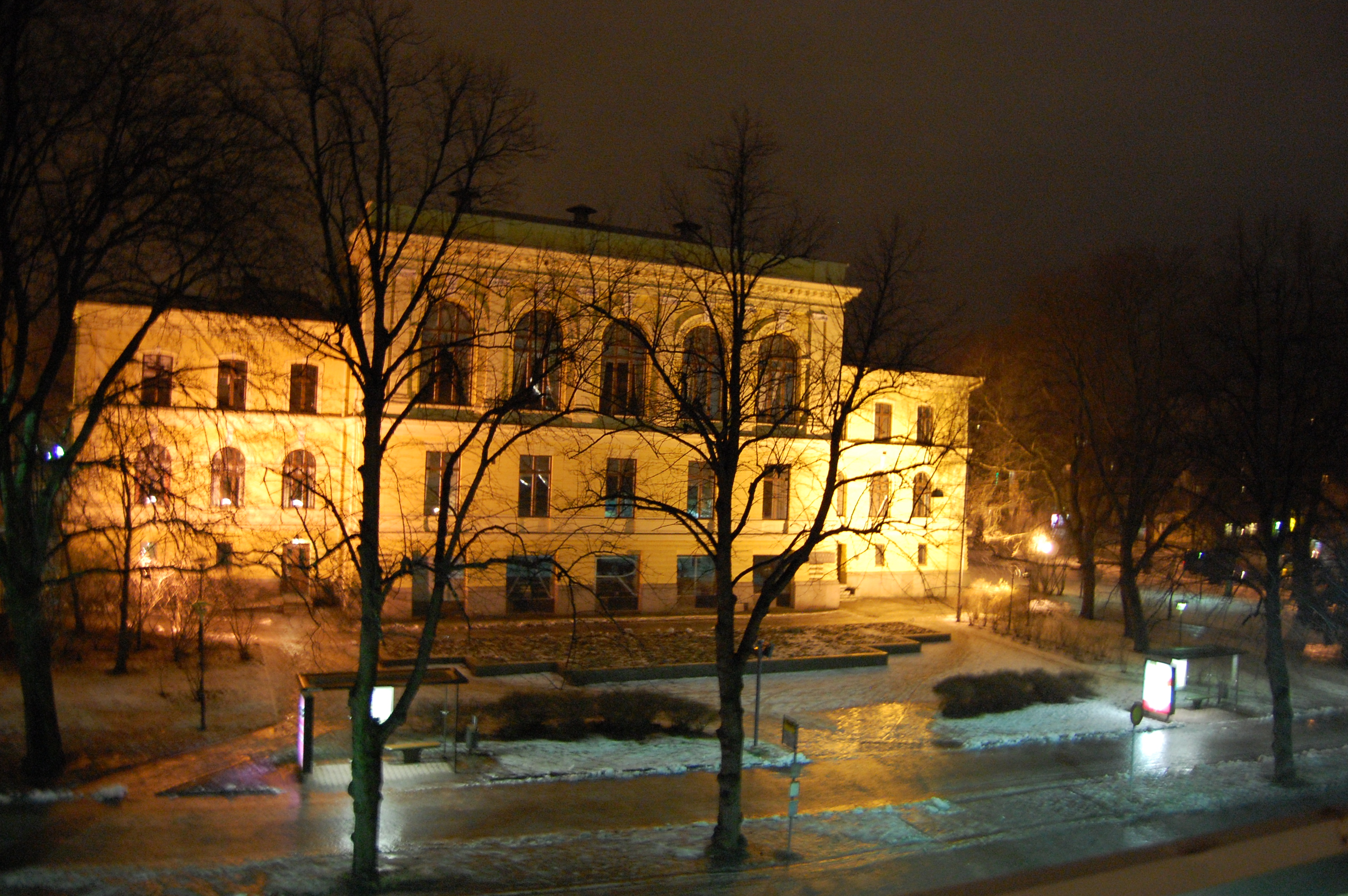
L'hôtel de ville.

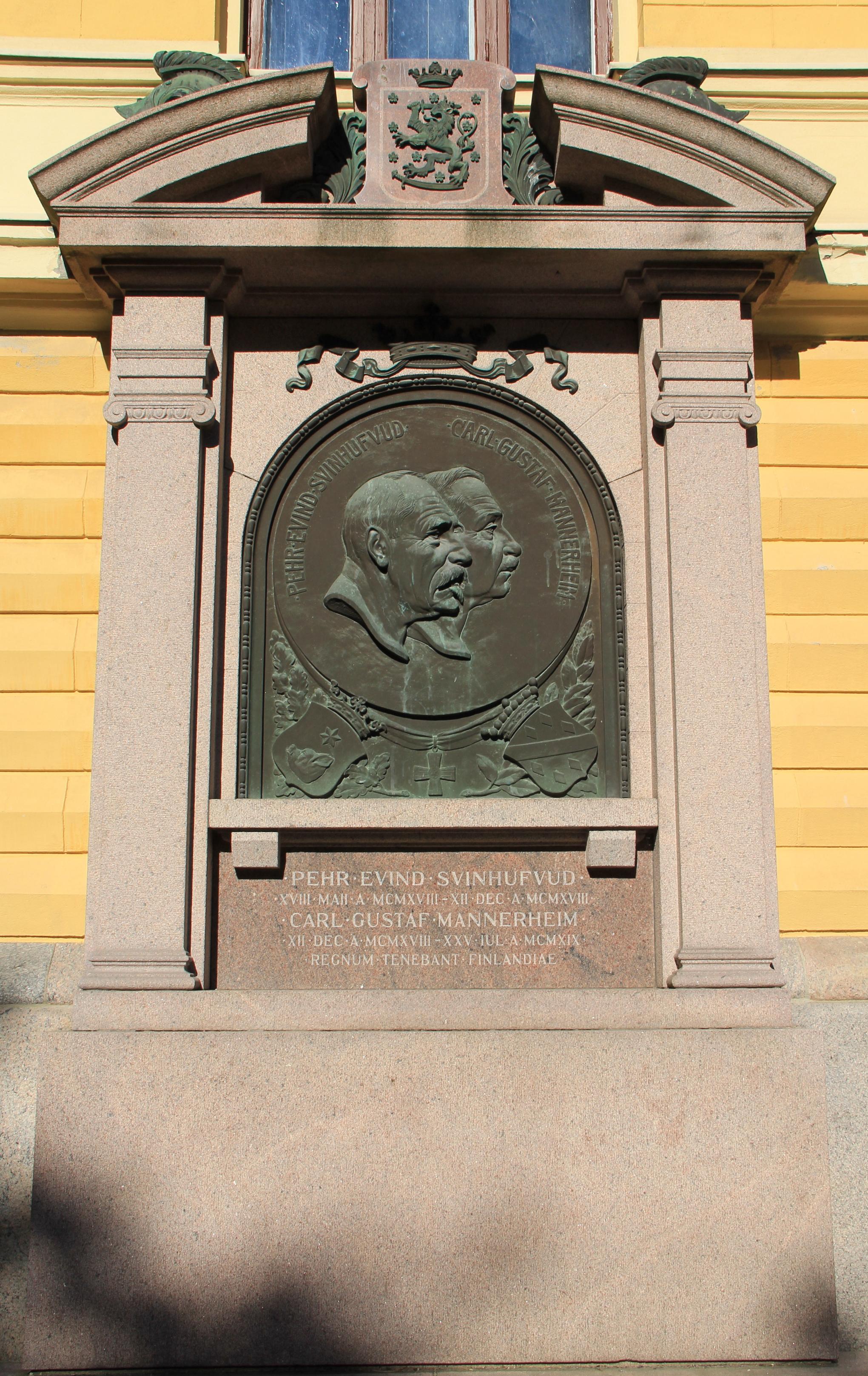
Relief de John Munsterhjelm, 1924
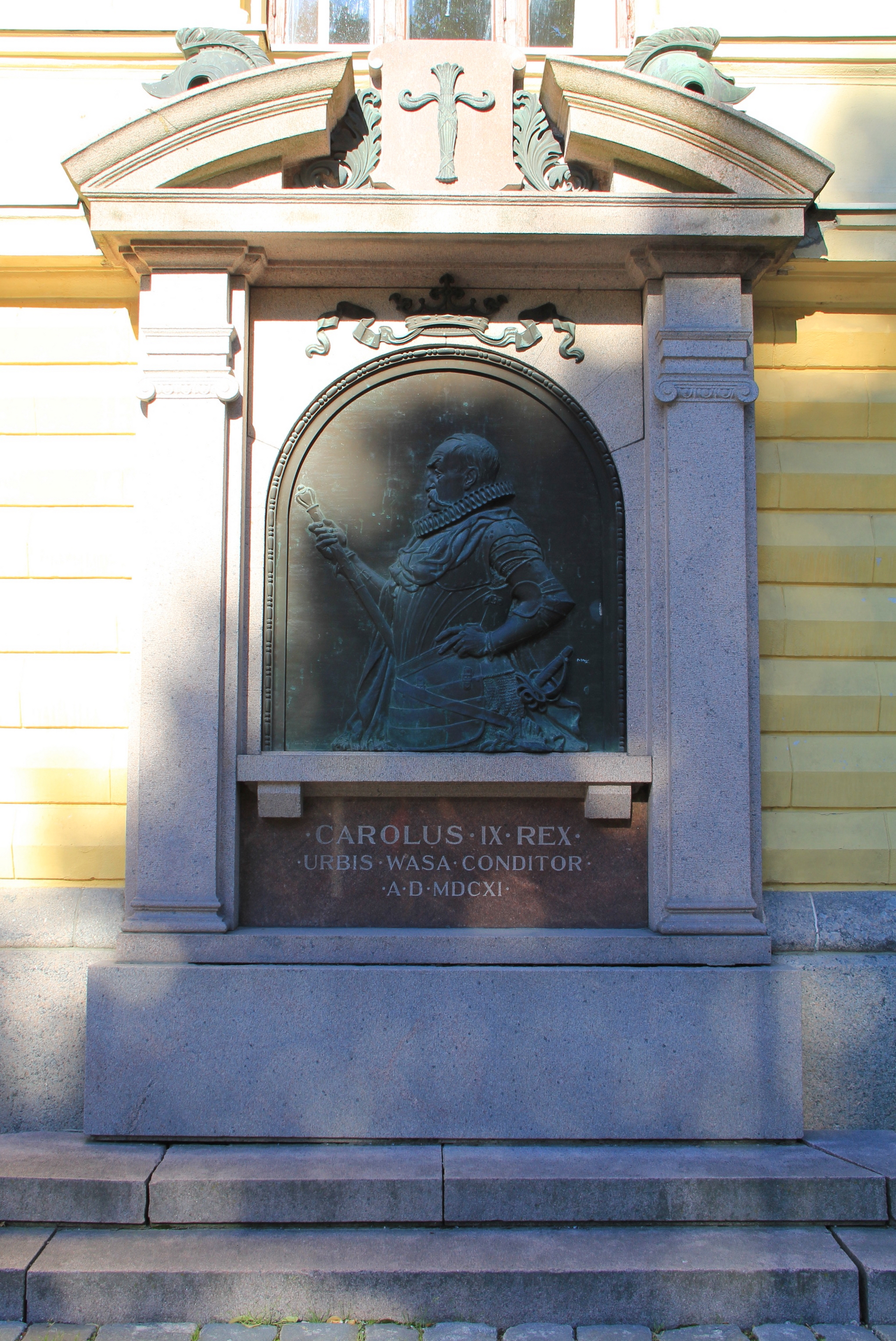
Charles IX , 1924